# Isola Bolshoi (Isole Andreanof)
Bolshoi (in lingua aleutina Tanax Angunax) è un'isola disabitata delle isole Andreanof, nell'arcipelago delle Aleutine, e appartiene all'Alaska (USA). Si trova nella baia Nazan sul lato orientale dell'isola Atka ed è la più grande delle isole della baia.
È stata registrata con il nome di Ostrov Bol'šoj ("isola grande") dal capitano Teben'kov nel 1852.